# Xenodidymella applanata
Xenodidymella applanata (Niessl) Qian Chen & L. Cai. – gatunek grzybów z klasy Dothideomycetes. Saprotrof i pasożyt roślin. U malin wywołuje chorobę o nazwie przypąkowe zamieranie pędów maliny.

## Systematyka i nazewnictwo
Pozycja w klasyfikacji według Index Fungorum: Xenodidymella, Didymellaceae, Pleosporales, Pleosporomycetidae, Dothideomycetes, Pezizomycotina, Ascomycota, Fungi.
Po raz pierwszy zdiagnozował go w 1875 r. Gustav Niessl von Mayendorf, nadając mu nazwę Didymosphaeria applanata. Obecną, uznaną przez Index Fungorum nazwę nadali mu Qian Chen i L. Cai w 2015 r.
Synonimy:

- Ascochyta argillacea (Bres.) Bondartsev 1921
- Cercidospora applanata (Niessl) Kuntze 1898
- Didymella applanata (Niessl) Sacc. 1882
- Didymella applanata (Niessl) Sacc. 1882 var. applanata
- Didymella applanata var. strobiligena Feltgen 1901
- Didymosphaeria applanata Niessl 1875
- Endophlaea applanata (Niessl) Cooke 1889
- Mycosphaerella rubina (Peck) House 1921
- Phoma argillacea (Bres.) Aa & Boerema 2002
- Phyllosticta argillacea Bres. 1894
- Sphaerella rubina Peck 1897
- Sphaeria applanata (Niessl) W. Phillips & Plowr.

## Morfologia
Patogen rozwija się w tkankach porażonych pędów malin. W ich kolenchymie forma płciowa (teleomorfa) tworzy kuliste, nieco spłaszczone, ciemnobrunatne, grubościenne pseudotecja o wysokości 125–145 μm i szerokości 185–225 μm. Na przekroju poprzecznym ściana pseudotecjum ma nieregularną grubość 16–20 μm i składa się z 2–5 zewnętrznych ciemnobrązowych, grubościennych komórek i kilku wewnętrznych lekko wybarwionych lub hialinowych, stycznie spłaszczonych i cienkościennych komórek. Na wewnętrznej powierzchni pseudotecjum powstaje 20–50 cylindrycznych, bitunikowych worków o rozmiarach 60–70 × 10–12 μm. Pomiędzy workami znajdują się hialinowe wstawki o średnicy 2–3 μm. W workach powstają bezbarwne, dwukomórkowe askospory o rozmiarach 16,5 × 5,6 μm.
Anamorfa wytwarza ciemnobrunatne, gruszkowate, zanurzone w tkankach żywiciela pyknidia o rozmiarach 200–250 μm. Ich zbudowana z pseudoparenchymy ściana składa się z kilku warstw komórek. Najbardziej zewnętrzna warstwa ma barwę od żółtobrązowej do ciemnobrązowej. Komórki konidiotwórcze są hialinowe, półowalne, konidia tworzą się enteroblastyczne. Są jednokomórkowe, bezbarwne, krótkocylindryczne i mają rozmiar 4–7 2–3,5 μm.